# Jamaikanische Netball-Nationalmannschaft
Die jamaikanische Netball-Nationalmannschaft (englisch Jamaica national netball team), auch bekannt als Sunshine Girls, vertritt Jamaika im Netball auf internationaler Ebene. Das Team konnte bisher drei Bronzemedaillen bei der Netball-Weltmeisterschaft und eine Silbermedaille und drei Bronzemedaillen bei den Commonwealth Games gewinnen.

## Geschichte
Seit 1909 wurde Netball in Jamaika in Schulen praktiziert. Im Jahr 1959 wurde Jamaika mit dem Team der West Indies assoziiert und nahm an dessen Wettbewerben teil. Bei der ersten Netball-Weltmeisterschaft 1963 traten sie jedoch als unabhängige Mannschaft an und konnten sich den fünften Platz sichern. Nach einem sechsten Platz 1967, der schlechtesten Platzierung bis heute, folgte ein vierter Platz 1971 als die Weltmeisterschaft im heimischen Kingston ausgetragen wurde. In der Folge belegten sie zunächst meistens den fünften Platz bei den Weltmeisterschaften, bis ihnen 1991 erstmal der Gewinn einer Bronzemedaille gelang. Diesen Erfolg konnten sie 2003 und 2007 wiederholen. Erfolgreich waren sie auch bei den Commonwealth Games, bei denen sie 2002, 2014 und 2018 jeweils die Bronzemedaille für sich verbuchen konnten. Ihren größten Erfolg hatten sie dann 2022 in Birmingham, als ihnen der Finaleinzug gelang und sie so die Silbermedaille erreichten.

## Internationale Turniere

### Commonwealth Games
- 1998: 4. Platz
- 2002: 3. Platz
- 2006: 4. Platz
- 2010: 4. Platz
- 2014: 3. Platz
- 2018: 3. Platz
- 2022: 2. Platz

### Netball-Weltmeisterschaften
- 1963: 5. Platz
- 1967: 6. Platz
- 1971: 4. Platz
- 1975: 5. Platz
- 1979: 5. Platz
- 1983: 5. Platz
- 1987: 5. Platz
- 1991: 3. Platz
- 1995: 5. Platz
- 1999: 4. Platz
- 2003: 3. Platz
- 2007: 3. Platz
- 2011: 4. Platz
- 2015: 4. Platz
- 2019: 5. Platz